# Dolly Read
Margaret „Dolly“ Read (* 13. September 1944 in Bristol, County of Avon, England) ist eine britische Schauspielerin und ein ehemaliges Playmate.

## Leben
Read begann ihre Karriere 1963 mit einer kleinen Nebenrolle im Hammer-Gruselfilm Der Kuß des Vampirs. 1966 war sie Playmate des Monats und arbeitete als Playboy Bunny im Playboy-Club in London. Nach einer Nebenrolle im Erotikfilm That Tender Touch und weiteren Fotos im Playboy 1970 erhielt sie eine der Hauptrollen in Russ Meyers Blumen ohne Duft.
Im darauf folgenden Jahr heiratete sie den US-amerikanischen Komiker und Schauspieler Dick Martin. Die Ehe wurde 1975 geschieden, aber 1978 heirateten beide ein zweites Mal. Die zweite Ehe, aus der ein Kind hervorging, bestand bis zum Tod ihres Mannes 2008. Im Laufe der 1970er Jahre trat sie gelegentlich als Gaststar in Fernsehserien auf.

## Filmografie
- 1962: Kommissar Maigret (Maigret; Folge: Maigret und die Groschenschenke)
- 1963: Der Kuß des Vampirs (The Kiss of the Vampire)
- 1963: Dixon of Dock Green; Folge: The Torch Bearers
- 1964: Comedy Playhouse; Folge: The Hen House
- 1964: Armchair Theatre; Folge: The Girl in the Picture
- 1965: Thursday Theatre; Folge: Anatol
- 1967: London, Frühjahr 67 (Tonite Let's All Make Love in London) (Dokumentarfilm)
- 1969: That Tender Touch
- 1970: Rowan & Martin’s Laugh-In; Folgen: Guest Starring Peter Lawford Again; Guest Starring Ringo Starr
- 1970: Blumen ohne Duft (Beyond the Valley of the Dolls)
- 1978: Drei Engel für Charlie (Charlie’s Angels; Folge: Ein Engel auf heißen Reifen)
- 1978: Vegas (Vega$; Folge: Der Showgirl-Jäger)
- 1980: Fantasy Island (Fantasy Island; Folgen: Gewalt der Worte & Hinter Wolken und Meereswellen)
- 2017: Mansfield 66/67 (Dokumentarfilm)
- 2020: Autopsie Spezial: Die letzten Stunden von Bill Bixby (Autopsy: The Last Hours of Bill Bixby)